# Aleurotrachelus longispinus
Aleurotrachelus longispinus là một loài côn trùng cánh nửa trong họ Aleyrodidae, phân họ Aleyrodinae.
Aleurotrachelus longispinus được Corbett miêu tả khoa học đầu tiên năm 1926.